# Tachir Jangurasov
Tachir Jangurasov (ur. 15 maja 1968) – kirgiski zapaśnik walczący w stylu wolnym. Zajął jedenaste miejsce na mistrzostwach świata w 1994. Czwarty na mistrzostwach Azji w 1995. Złoty medalista igrzysk centralnej Azji w 1995 roku.